# Zjednoczenie Polskie
Zjednoczenie Polskie – polska prawicowa partia polityczna istniejąca w latach 1993–1998.

## Historia
Partia powstała na bazie Porozumienia Regionalnego RdR, założonego przed wyborami parlamentarnymi w 1993 przez grupę polityków RdR (m.in. Edmunda Krasowskiego i Kazimierza Barczyka) sprzeciwiających się koncepcjom Jana Olszewskiego, który nie zgadzał się na wspólne listy wyborcze z Porozumieniem Centrum. Działacze RdR, którzy opuścili partię, dołączyli do komitetu wyborczego skupionego wokół PC. Po przegranych wyborach sformalizowali działalność, rejestrując ugrupowanie polityczne pod nazwą Zjednoczenie Polskie, na którego czele przez cały okres działalności stał Kazimierz Barczyk.
W 1994 ZP weszło w skład Sekretariatu Ugrupowań Centroprawicowych, zaś w wyborach prezydenckich w 1995 poparło Hannę Gronkiewicz-Waltz. Partia należała do założycieli AWS. W wyborach parlamentarnych w 1997 z jej list posłami zostało 7 kandydatów ZP i związanego z nim Stowarzyszenia Nowa Polska:
- Andrzej Anusz,
- Kazimierz Barczyk,
- Joanna Fabisiak,
- Marek Markiewicz,
- Bernard Szweda,
- Tomasz Wełnicki,
- Piotr Wójcik.

W 1998 ugrupowanie zaprzestało dalszej działalności, przystępując do RS AWS.